# Per Lidén
Pär Eiert Lidén, född 4 mars 1969 på Norrstrand, Karlstad, är en svensk kompositör, sångtextförfattare och musiker, känd som medlem i danspopgruppen Da Buzz. Han är även medlem i metalbandet Renegade Five, i vilket han spelar gitarr och skriver låtar.